# Sh2-200
Sh2-200 è una nebulosa planetaria visibile nella costellazione di Cassiopea.
Si individua nella parte orientale della costellazione, circa 3° a nordest della grande nebulosa IC 1848; il periodo più indicato per la sua osservazione nel cielo serale ricade fra i mesi di settembre e febbraio ed è notevolmente facilitata per osservatori posti nelle regioni dell'emisfero boreale terrestre, dove si presenta circumpolare fino alle regioni temperate calde.
Si tratta di un oggetto scarsamente studiato, che inizialmente venne catalogato come una regione H II; solo nel 1983 venne riconosciuta la sua natura di nebulosa planetaria, in uno studio su alcune nebulose di aspetto insolito. La sua distanza è stata stimata attorno ai 1100 parsec (circa 3590 anni luce), sul bordo esterno del Braccio di Orione.